# Edgardo Toetti
Edgardo Toetti (Milaan, 10 juli 1910 – 2 juni 1968) was een Italiaanse atleet, gespecialiseerd in de sprintnummers. Hij werd in totaal negenmaal nationaal kampioen. Ook nam hij tweemaal deel aan de Olympische Spelen en veroverde eenmaal een medaille.

## Loopbaan
Toetti nam zowel in 1928 als in 1932 deel aan de Olympische Spelen. Bij de tweede gelegenheid wist hij als lid van de 4 × 100 m estafetteploeg samen met Giuseppe Castelli, Luigi Facelli en Ruggero Maregatti een bronzen medaille te veroveren.
In zijn actieve tijd was Toetti aangesloten bij Sport Club Italia in zijn geboortestad Milaan.

## Titels
- Italiaans kampioen 100 m - 1928, 1929, 1930, 1931, 1932, 1934
- Italiaans kampioen 200 m - 1928, 1932, 1934

## Persoonlijke records
| Onderdeel | Prestatie | Jaar |
| --------- | --------- | ---- |
| 100 m     | 10,6 s    | 1928 |
| 200 m     | 21,8 s    | 1931 |

## Palmares

### 100 m
- 1928: 3e in serie OS

### 200 m
- 1928: 3e in serie OS

### 4 × 100 m
- 1928: 3e in serie OS
- 1932:  OS - 41,2 s
- 1934: 4e EK - 42,0 s